# Wallfahrtsgraben
Der Wallfahrtsgraben ist ein nördlicher Zufluss des Großen Brombachsees bei Spalt im mittelfränkischen Landkreis Roth. Der Name stammt vom  passierten Ort Heiligenblut, der ein Wallfahrtsort ist. Vor der Errichtung des Stausees mündete der Graben in den Igelsbach. Der heute im See versunkene Unterlauf war auch unter dem Namen Schneidbach bekannt. 

## Verlauf
Der Wallfahrtsgraben entspringt auf einer Höhe von 474 m ü. NHN nördlich von Heiligenblut bei Spalt. Er fließt in südliche Richtung an Heiligenblut vorbei und bildet zeitweise die Gemeindegrenze zu Pleinfeld. Nach einem Lauf von rund 1,8 Kilometern mündet das Gewässer auf einer Höhe von 411 m ü. NHN südlich von Heiligenblut in den Großen Brombachsee. Vor der Errichtung des Sees mündete der Wallfahrtsgraben nach einem Lauf von weiteren 900 Metern nördlich der Langweidmühle in den Igelsbach, der kurz danach in den Brombach mündete.